# Mikhaïl Vorobiov
Mikhaïl Sergueïevitch Vorobiov - en russe : Михаил Сергеевич Воробьёв et en anglais : Mikhail Vorobyov ou Mikhail Vorobyev -  (né le 5 janvier 1997 à Oufa, en Russie) est un joueur professionnel russe de hockey sur glace.

## Biographie

### En club
Formé au Salavat Ioulaïev Oufa, Vorobiov débute avec le Tolpar Oufa, l'équipe junior, pendant la saison 2013-2014. Il est repêché à la 28e position du repêchage d'entrée dans la KHL 2014 par le Salavat Ioulaïev Oufa. Il est repêché à la 104e position du repêchage d'entrée dans la LNH 2015 par le Flyers de Philadelphie. Il découvre la KHL avec le Salavat en 2015-2016. Il part en Amérique du Nord en 2017 et est assigné aux Phantoms de Lehigh Valley dans la Ligue américaine de hockey. Le 4 octobre 2018, il joue son premier match dans la Ligue nationale de hockey avec les Flyers chez les Golden Knights de Vegas. Il marque son premier but lors de son deuxième match chez l'Avalanche du Colorado le 6 octobre 2018.

### Carrière internationale
Il représente la Russie au niveau junior.

## Statistiques

### En club
| Saison     | Équipe                    | Ligue      |                   | Saison régulière  | Saison régulière  | Saison régulière  | Saison régulière  | Saison régulière |   | Séries éliminatoires | Séries éliminatoires | Séries éliminatoires | Séries éliminatoires | Séries éliminatoires |
| Saison     | Équipe                    | Ligue      | PJ                | B                 | A                 | Pts               | Pun               | PJ               | B | A                    | Pts                  | Pun                  |                      |                      |
| 2013-2014  | Tolpar Oufa               | MHL        | 4                 | 0                 | 3                 | 3                 | 0                 | -                | - | -                    | -                    | -                    |                      |                      |
| 2014-2015  | Tolpar Oufa               | MHL        | 39                | 8                 | 12                | 20                | 40                | 8                | 3 | 0                    | 3                    | 2                    |                      |                      |
| 2015-2016  | Tolpar Oufa               | MHL        | 21                | 6                 | 17                | 23                | 28                | -                | - | -                    | -                    | -                    |                      |                      |
| 2015-2016  | Salavat Ioulaïev Oufa     | KHL        | 28                | 2                 | 1                 | 3                 | 14                | 1                | 0 | 0                    | 0                    | 0                    |                      |                      |
| 2016-2017  | Salavat Ioulaïev Oufa     | KHL        | 44                | 3                 | 8                 | 11                | 18                | 5                | 0 | 0                    | 0                    | 4                    |                      |                      |
| 2017-2018  | Phantoms de Lehigh Valley | LAH        | 58                | 9                 | 20                | 29                | 14                | 9                | 1 | 1                    | 2                    | 20                   |                      |                      |
| 2018-2019  | Flyers de Philadelphie    | LNH        | 15                | 1                 | 1                 | 2                 | 2                 | -                | - | -                    | -                    | -                    |                      |                      |
| 2018-2019  | Phantoms de Lehigh Valley | LAH        | 47                | 7                 | 19                | 26                | 36                | -                | - | -                    | -                    | -                    |                      |                      |
| 2019-2020  | Phantoms de Lehigh Valley | LAH        | 45                | 12                | 16                | 28                | 34                | -                | - | -                    | -                    | -                    |                      |                      |
| 2019-2020  | Flyers de Philadelphie    | LNH        | 20                | 1                 | 2                 | 3                 | 6                 | -                | - | -                    | -                    | -                    |                      |                      |
| 2020-2021  | Salavat Ioulaïev Oufa     | KHL        | 33                | 5                 | 8                 | 13                | 18                | -                | - | -                    | -                    | -                    |                      |                      |
| 2021-2022  | SKA Saint-Pétersbourg     | KHL        | 41                | 6                 | 13                | 19                | 20                | 16               | 1 | 7                    | 8                    | 2                    |                      |                      |
| 2022-2023  | SKA Saint-Pétersbourg     | KHL        | 59                | 13                | 26                | 39                | 26                | 14               | 3 | 3                    | 6                    | 6                    |                      |                      |
| 2023-2024  | SKA Saint-Pétersbourg     | KHL        | 61                | 17                | 24                | 41                | 36                | 10               | 2 | 3                    | 5                    | 0                    |                      |                      |
| 2024-2025  | SKA Saint-Pétersbourg     | KHL        | Saison en cours ? | Saison en cours ? | Saison en cours ? | Saison en cours ? | Saison en cours ? |                  |   |                      |                      |                      |                      |                      |
| Totaux LNH | Totaux LNH                | Totaux LNH | 35                | 2                 | 3                 | 5                 | 8                 | -                | - | -                    | -                    | -                    |                      |                      |

### En équipe nationale
| Année | Équipe     | Compétition                  |   | PJ | B  | A  | Pts | Pun | +/-                |  | Résultat |
| 2015  | Russie U18 | Championnat du monde -18 ans | 5 | 1  | 3  | 4  | 2   | +6  | 5e place           |  |          |
| 2017  | Russie U20 | Championnat du monde junior  | 7 | 0  | 10 | 10 | 4   | +6  | Médaille de bronze |  |          |